# ديفيد سبيرز
ديفيد سبيرز هو موظف مدني وسياسي أسترالي، ولد في 15 ديسمبر 1984 في Galloway ‏ في المملكة المتحدة. نشط حزبياً في حزب أستراليا الليبرالي (فرع جنوب أستراليا) ‏. في 2018 South Australian state election ‏، انتخب عضو المجلس النيابي لجنوب أستراليا ‏ عن دائرة Electoral district of Black ‏ وقد انضم خلال فترته النيابية ‏ (17 مارس 2018 – ) للكتلة البرلمانية حزب أستراليا الليبرالي (فرع جنوب أستراليا) ‏ وانتخب Minister for Environment and Water ‏ (22 مارس 2018 – ) وفي 2014 South Australian state election ‏، انتخب عضو المجلس النيابي لجنوب أستراليا ‏ عن دائرة Electoral district of Bright ‏ وقد انضم خلال فترته النيابية ‏ (15 مارس 2014 – 17 مارس 2018) للكتلة البرلمانية حزب أستراليا الليبرالي (فرع جنوب أستراليا) ‏.